# 佐藤剛 (実業家)

佐藤 剛（さとう ごう、1969年2月5日 - ）は、日本の実業家。株式会社フューチャーブレーン代表取締役社長。

## 人物
東京都出身。中央大学卒業。

### 来歴
中央大学卒業後、一部上場のアパレルメーカーに入社し、ファッションブランドの企画責任者を経て、数多くの新ブランドをプロデュース。
20代後半になると実家のファッション事業失敗により美容業界に転身。
過去のブランドプロデュース経験とエステティックサロン起業経験から独自の成功メソッドを構築。これまで培ったノウハウでブライダルエステ・ヘッドスパ・ヨガの美容ブランドを立ち上げ、創業9年にして従業員数100名の企業を作りあげる。
起業女性のために自分らしく成功できる経営術を伝えることを使命としている。

## 著書
- 『GO HAPPY 仕事と人生を同時に幸せにする 愛され感動コミュニケーション術』 PHPエディターズ・グループ 2024年